# Syndrome irritatif en urologie
En urologie, le syndrome irritatif ou syndrome d'irritation vésicale est un trouble de la miction. C'est la dénomination traditionnelle pour désigner une trouble des voies urinaires basses (entre vessie et méat urinaire) qui s'exprime par l'association d'une envie fréquente d'uriner sans augmentation de la diurèse journalière (pollakiurie) et d'une envie impérieuse d'uriner sans possibilité de se retenir (miction impérieuse ou urgenturie). De façon inconstante une douleur urétrale à type de brûlure lors de la miction est associée. Il y a donc deux ou trois symptômes associés..
Au début du XXIe siècle l'urologie francophone adopte une nouvelle terminologie internationale et on parle dorénavant plutôt de "syndrome clinique d'hyperactivité vésicale" (en anglais : overactive bladder syndrome) ou de "syndrome urgenturie–pollakiurie" (en anglais : urgency-frequency syndrome),.
Parmi les troubles de la miction, c'est un trouble de la phase de remplissage au même titre que l'incontinence ; par opposition aux troubles de la phase d’évacuation comme la dysurie et la rétention vésicale.
Il existe de nombreuses étiologies : au niveau vésical (cystites de toutes origines, corps étranger, calcul et tumeur in situ) ; au niveau sous-vésical (étiologies prostatiques et rétrécissement urétral) ; mais aussi des étiologies d'origines externes à l'appareil urinaire d'ordre neurologique (traumatisme médullaire, sclérose en plaques, maladie de Parkinson), gynécologique (grossesse), digestive (infection ou cancer de proximité affectant les voies urinaires).